# 新神戸駅
新神戸駅（しんこうべえき）は、兵庫県神戸市中央区加納町一丁目にある、西日本旅客鉄道（JR西日本）・神戸市交通局（神戸市営地下鉄）の駅である。

## 概要

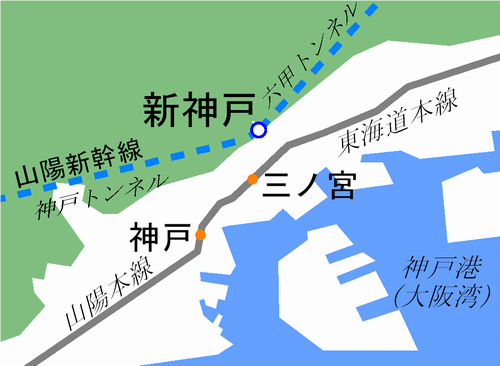
新神戸駅の位置関係

神戸市の新幹線における玄関駅であり、駅南側市街地の地域名「新神戸」の語源ともなっている。「のぞみ」「みずほ」を含めた山陽新幹線の全営業列車が停車する主要駅の一つである一方で、駅周辺の地形の関係で駅構造は2面2線と非常にコンパクトである（東海道・山陽新幹線の全営業列車が停車する駅としては最も規模が小さい）。
当駅は神戸市街地北端の六甲山の山裾に位置し、JRの駅においては新幹線単独駅となっており、JRの在来線の接続は無い。これは新幹線が東西に細長い神戸市街地を避けて、六甲山の麓をトンネルで通過しているためである。長大な六甲トンネルと神戸トンネルの狭間のわずかな地上区間に新幹線のホームがあり、ホームの両端からは両トンネルの坑口が容易に確認できる。なおこの地形上の制約により、待避線を設置することが出来ず本線に直接ホームが設置されている。
三宮（JR三ノ宮駅・三宮駅）などの中心市街地へは神戸市営地下鉄西神・山手線や路線バスで連絡しているほか、地下鉄北神線から神戸電鉄有馬線経由で有馬温泉など神戸市北部や三田市といった裏六甲地域とも連絡している。なお、運賃は別扱いである。また淡路島や徳島方面への高速バス（西日本JRバス・JR四国バス・本四海峡バス）と新幹線との乗換駅としての役割を担う。
なお、山陽新幹線は当駅を境に新大阪方面は東海道本線、西明石方面は山陽本線の支線扱いとなっている。
また、駅から直結で総合商業施設であるコトノハコ神戸にアクセスできる。
事務管コードは▲610156を使用している。

### 乗り入れ路線
JR西日本の山陽新幹線、神戸市営地下鉄の西神・山手線、北神線の2社局3路線が乗り入れている。西神・山手線から1駅でターミナルの三ノ宮駅・三宮駅 (神戸市営地下鉄)にアクセスが可能である。
JR西日本の駅は特定都区市内制度における「神戸市内」に属する。

### 新幹線ダイヤの推移
1972年3月15日に山陽新幹線が開業した当時は、東京駅 - 岡山駅間運転の「ひかり」 が毎時2本停車していた。また、朝晩時間帯を中心に「こだま」が運転される場合もあった。1975年3月10日の山陽新幹線の全線開通に伴い、各列車は広島駅・博多駅まで延長され、列車の増発により停車本数も1時間に3 - 4本に増えた。
1985年3月13日までは、「ひかり」の停車本数は姫路駅と同程度であったが、翌14日の改正以後、当駅に停車する「ひかり」が増加する。1996年3月16日改正以降、すべての「ひかり」が停車するようになる。
1993年3月18日改正以降、山陽区間での運用を開始した「のぞみ」については、当初は一部列車が停車するのみであったが、2003年10月1日ダイヤ改正によってすべての定期「のぞみ」が停車することとなった。それ以降「のぞみ」をはじめ、九州新幹線に直通するものまで含めすべての営業列車が停車する。

### JR在来線との接続

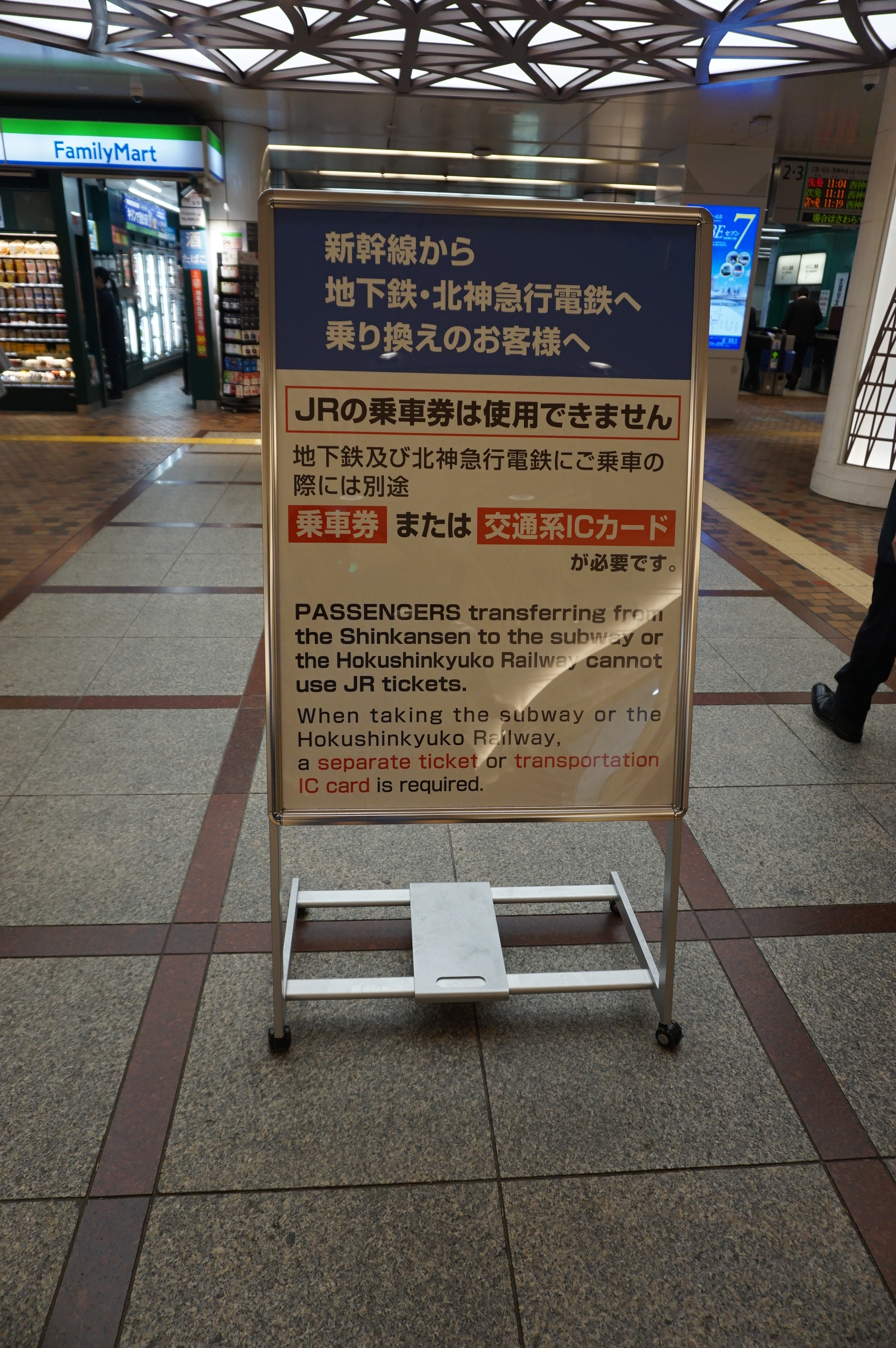
地下鉄線ではJRの乗車券は使えない旨の掲示

JRの在来線が乗り入れていないため新幹線と在来線（JR神戸線）とは直接乗り換えすることができないが、神戸市内発着の乗車券に限り当駅および在来線の三ノ宮駅・元町駅・神戸駅・新長田駅では、新幹線と在来線を乗り継ぐための「特別下車」ができることがJRの旅客営業取扱基準規程第145条第2項において定められている。ただし、該当駅間を他の交通機関を利用する場合は、地下鉄・路線バス等の運賃は別途必要となる。
当駅の自動改札機は、在来線からの再入場には全ての自動改札機が、在来線への乗り換え出場には専用の黄色い自動改札機が対応している。また在来線の三ノ宮駅・元町駅・神戸駅・新長田駅でも、当駅との接続に関わる途中入出場ともに自動改札機が対応している。途中出場の場合は識別のため四角い穴が開けられる。当駅に自動改札機が設置される以前は菱形の特別下車印が押されていたが、設置後も車内発券・手書き補充券などの自動改札非対応券の場合に使用される。
また、途中下車可能な乗車券を所持している場合、選択乗車の特例を利用して以下のパターンで新幹線と在来線を乗り継ぐことが可能である。

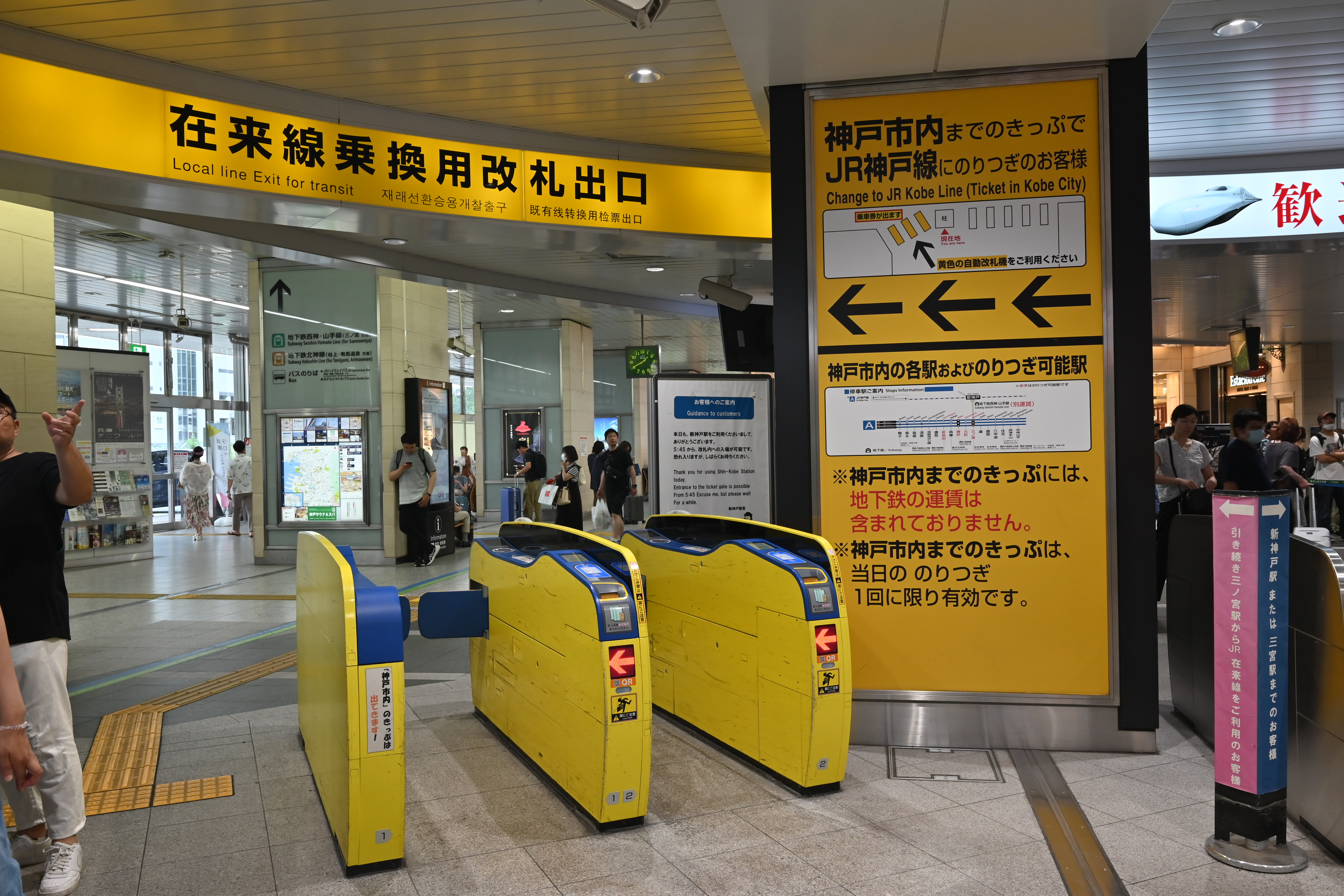
黄色い自動改札機

- 新大阪駅以遠（東淀川駅または南吹田駅方面） - 新神戸駅 - 三ノ宮駅 - 西明石駅以遠（大久保駅方面）
- 新大阪駅以遠（東淀川駅または南吹田駅方面） - 新神戸駅 - 神戸駅 - 兵庫駅以遠（新長田駅方面）
- 元町駅以遠（三ノ宮駅方面） - 神戸駅 - 新神戸駅 - 西明石駅以遠（大久保駅方面）
- 新大阪駅以遠（東淀川駅または南吹田駅方面） - 三ノ宮駅 - 新神戸駅 - 西明石駅以遠（大久保駅方面）

## 歴史

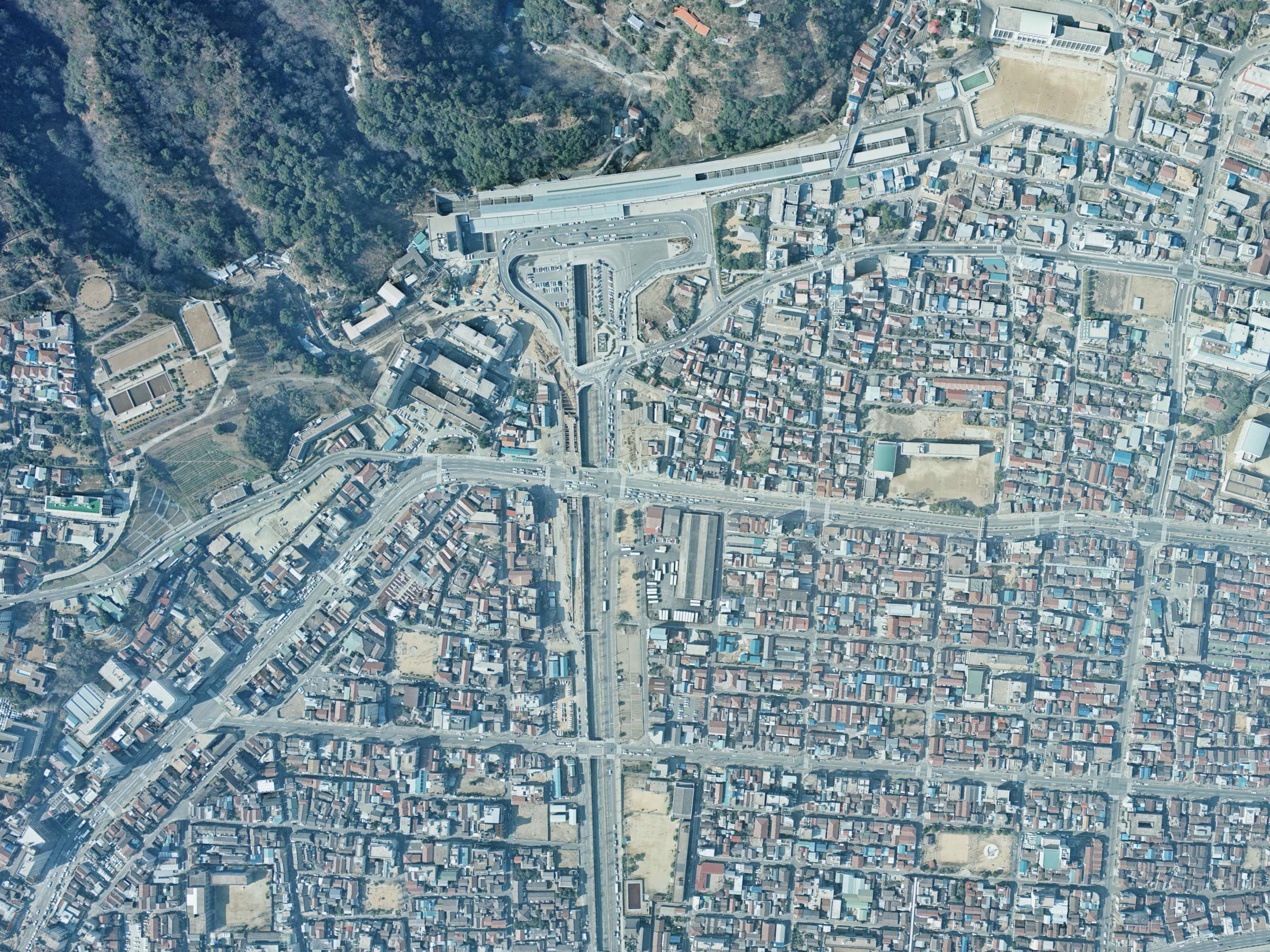
新神戸駅周辺の空中写真（1975年3月撮影）

### JR西日本
- 1972年（昭和47年）3月15日：日本国有鉄道山陽新幹線の新大阪 - 岡山間の開通と同時に開業[1][9]。
- 1980年（昭和55年）12月1日：行政区の合併により駅の所在地が葺合区から中央区となる。
- 1987年（昭和62年）4月1日：国鉄分割民営化により、西日本旅客鉄道（JR西日本）の駅となる[9]。
- 1995年（平成7年）
  - 1月17日：阪神・淡路大震災発生により営業休止。
  - 4月8日：新大阪 - 姫路間の復旧により営業再開[10]。
- 1996年（平成8年）3月16日：ダイヤ改正に伴い、「ひかり」が全列車停車となる[1]。
- 2001年（平成13年）10月1日：新幹線「のぞみ」増発、同時に東京発着の「のぞみ」が全列車停車[11]、1時間に「のぞみ」上下各1本の停車駅となる。
- 2003年（平成15年）10月1日：東海道新幹線の品川駅開業に伴うダイヤ改正に伴い、始発・終発の新大阪 - 博多間運行の「のぞみ」停車駅となり、客扱い列車が全列車停車となる[1]。
- 2005年（平成17年）
  - 2月21日：自動改札機を導入[12]。このとき1台は神戸市内への在来線の乗り換え用となる。
  - 3月1日：ダイヤ改正により岡山発着の「のぞみ」増発、東京方面の「のぞみ」が毎時3本になる。
- 2007年（平成19年）10月12日：駅務スペースの移転等により商業スペースを増床改装[13]。
- 2016年（平成28年）3月9日：発車メロディを導入。曲はゴダイゴの「銀河鉄道999」[14]。
- 2018年（平成30年）8月27日：2番のりばで交換された可動式ホーム柵の使用を開始[15]。
- 2019年（令和元年）7月19日：1番のりばで交換された可動式ホーム柵の使用を開始[16]。

### 神戸市営地下鉄
- 1985年（昭和60年）6月18日：神戸市営地下鉄山手線の大倉山駅 - 当駅間が開業[2]。
- 1988年（昭和63年）4月2日：北神急行電鉄北神線の当駅 - 谷上駅間が開業、相互直通運転を開始[2]。
- 1995年（平成7年）
  - 1月17日：阪神・淡路大震災発生により神戸市営地下鉄は全線で不通になる。
  - 2月16日：神戸市営地下鉄が全線で運行再開。
- 2015年（平成27年）
  - 2月25日：神戸市が、新幹線新神戸駅とを結ぶ連絡通路のリニューアルにあたりデザインイメージを発表[17]。
- 2016年（平成28年）11月24日：新幹線新神戸駅とを結ぶ連絡通路のリニューアルセレモニーを開催[18]。
- 2020年（令和2年）6月1日：北神急行電鉄北神線の市営化[19]に伴い、共同使用駅から神戸市営地下鉄の単独駅となる。
- 2022年（令和4年）：ホームドア運用開始。

## 駅構造

### JR西日本
地上2階にコンコース、改札口があり、地上3階にホームがある高架駅。改札口は、自動改札機が設置されている。両端からトンネルに挟まれる形でホームがある。
相対式ホーム2面2線を有する。 このホームの構造から新大阪駅発着の山陽新幹線内完結列車、九州新幹線直通列車と東海道新幹線京都以東に直通する列車との列車相互間の乗り換えは、時間が僅少でも同一ホームで乗り換えることができるため新大阪駅より利便性が高く、マルス端末やインターネットの乗換案内サービスでも当駅での乗り換えを推奨するケースが多い。
先述の通り、地形上の制約のため待避設備がなく、安全のため古くから可動式ホーム柵が設置されている。当時は「ひかり」の多くが新神戸駅を通過していたこともあり、初代の可動式ホーム柵は現在の熱海駅にあるようなホーム端からセットバックした位置に設けられていた。1978年に初代が設置されたが、日本エヤーブレーキ（現：ナブテスコ）によるものである。その後老朽化により、大開口タイプの2代目に交換。全ての営業列車が停車するようになったこともあり、車両寄りのホーム端に設置された。2018年8月27日より2番のりばで、翌2019年7月19日より1番のりばでも使用開始されている。
- 2008年（平成20年）3月15日改正で当駅の始発繰上げのために西明石始発の「のぞみ」を設定したのも、当駅に待避設備がなく、車両の夜間滞泊を行うことが困難であるためと言われることもある。

駅部分は半径3,000mのカーブになっており、通過列車は230km/hで通過していた。この曲線区間には長さ485m の緩和曲線が含まれ、 目印となる構造物が極めて少ない六甲、神戸トンネルルートの測量を困難にさせることになり、この付近のルートは当初の計画から数度にわたって細かく変更されている。
また、東海道本線（JR神戸線）の灘 - 三ノ宮間及び阪急神戸線の春日野道 - 神戸三宮の車窓から、山側に当駅の駅舎を望むことができる。
なお、当駅は傘下の被管理駅こそないものの、管理駅長が配置された直営駅となっている。
所在地は三ノ宮駅より東だが、運賃計算は神戸駅と同一と見なして行う。

#### のりば
| のりば | 路線       | 方向 | 行先                     |
| ------ | ---------- | ---- | ------------------------ |
| 1      | 山陽新幹線 | 下り | 岡山・広島・博多方面     |
| 2      | 山陽新幹線 | 上り | 新大阪・名古屋・東京方面 |

六甲トンネルと神戸トンネルの間の山の斜面に作られ、カーブ内にホームがつくられたため、多少ホームが傾いている。また、諏訪山断層上に位置するため、断層による変位（年1ミリ以内）があっても、駅の位置が調整できるように設計されている。

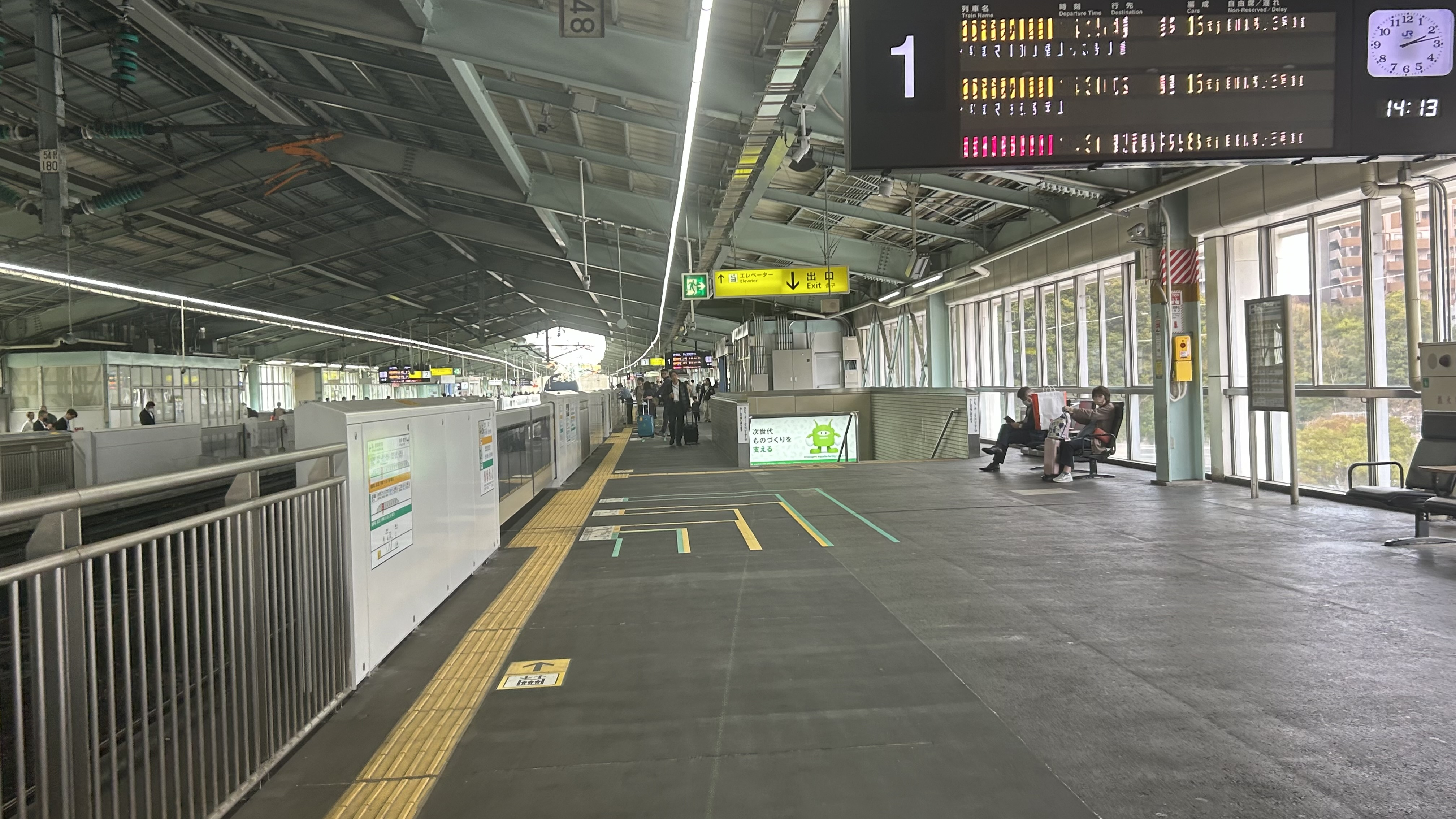
1番線ホーム
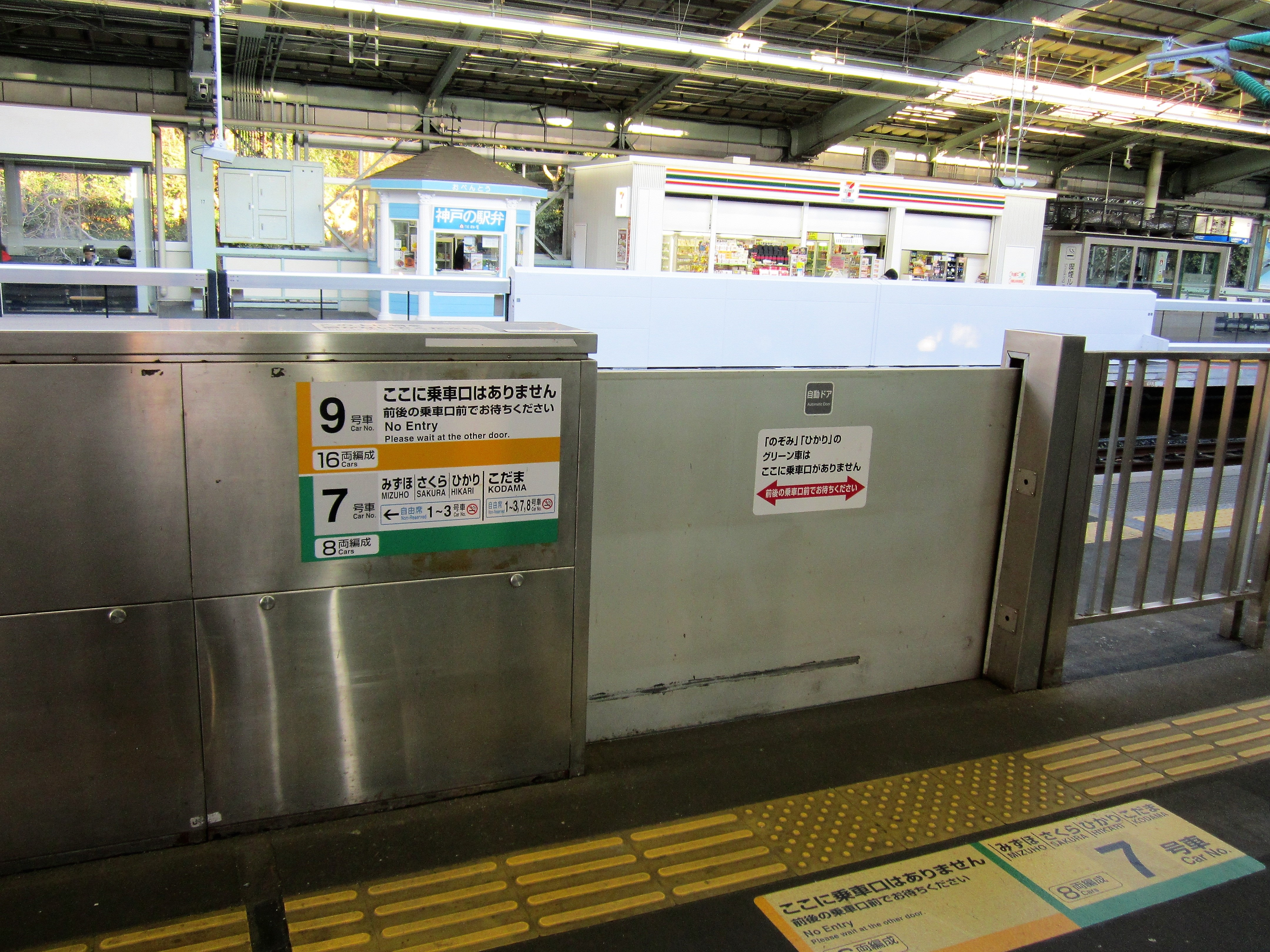
初代のホームドア
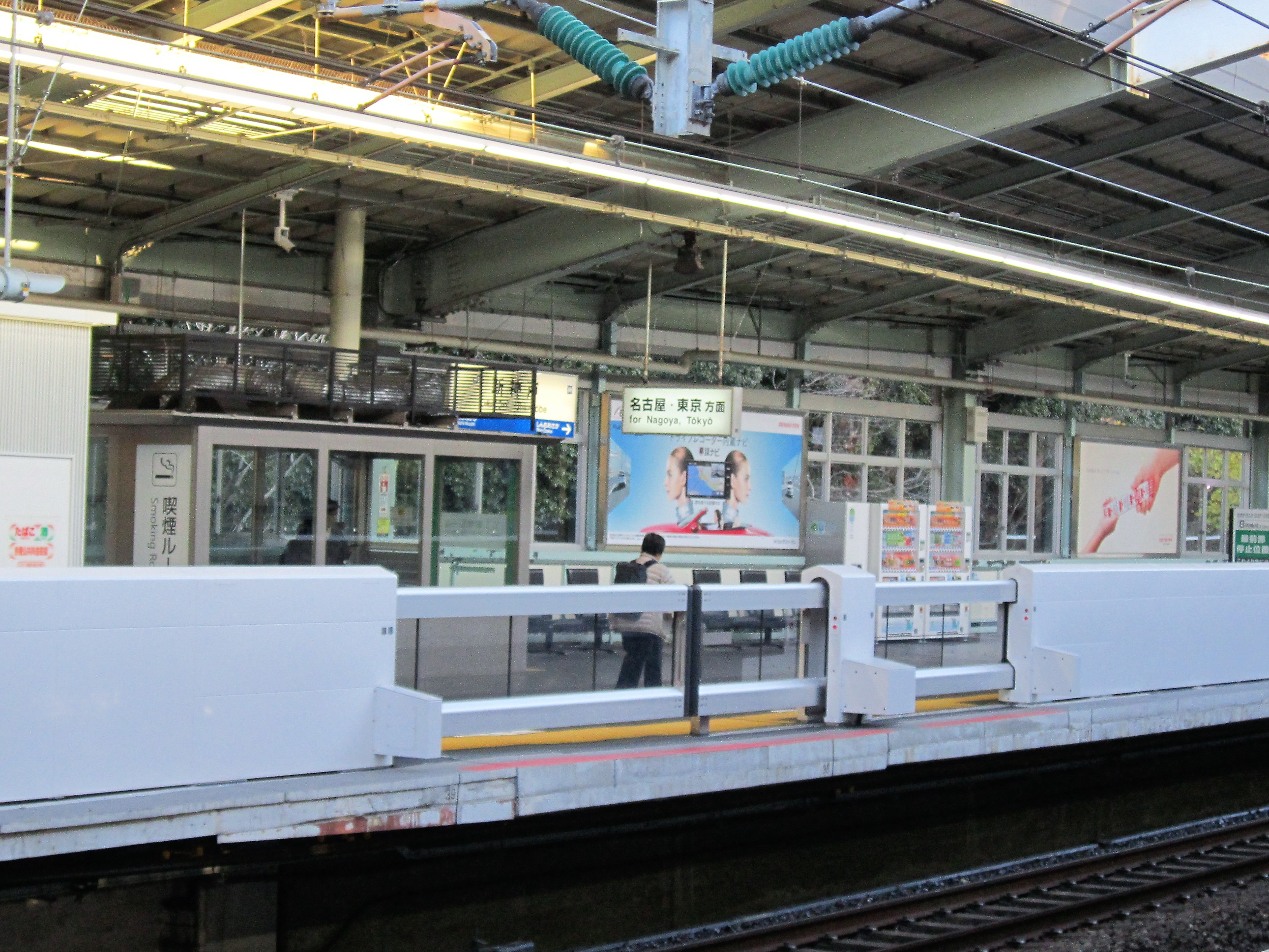
2代目のホームドア
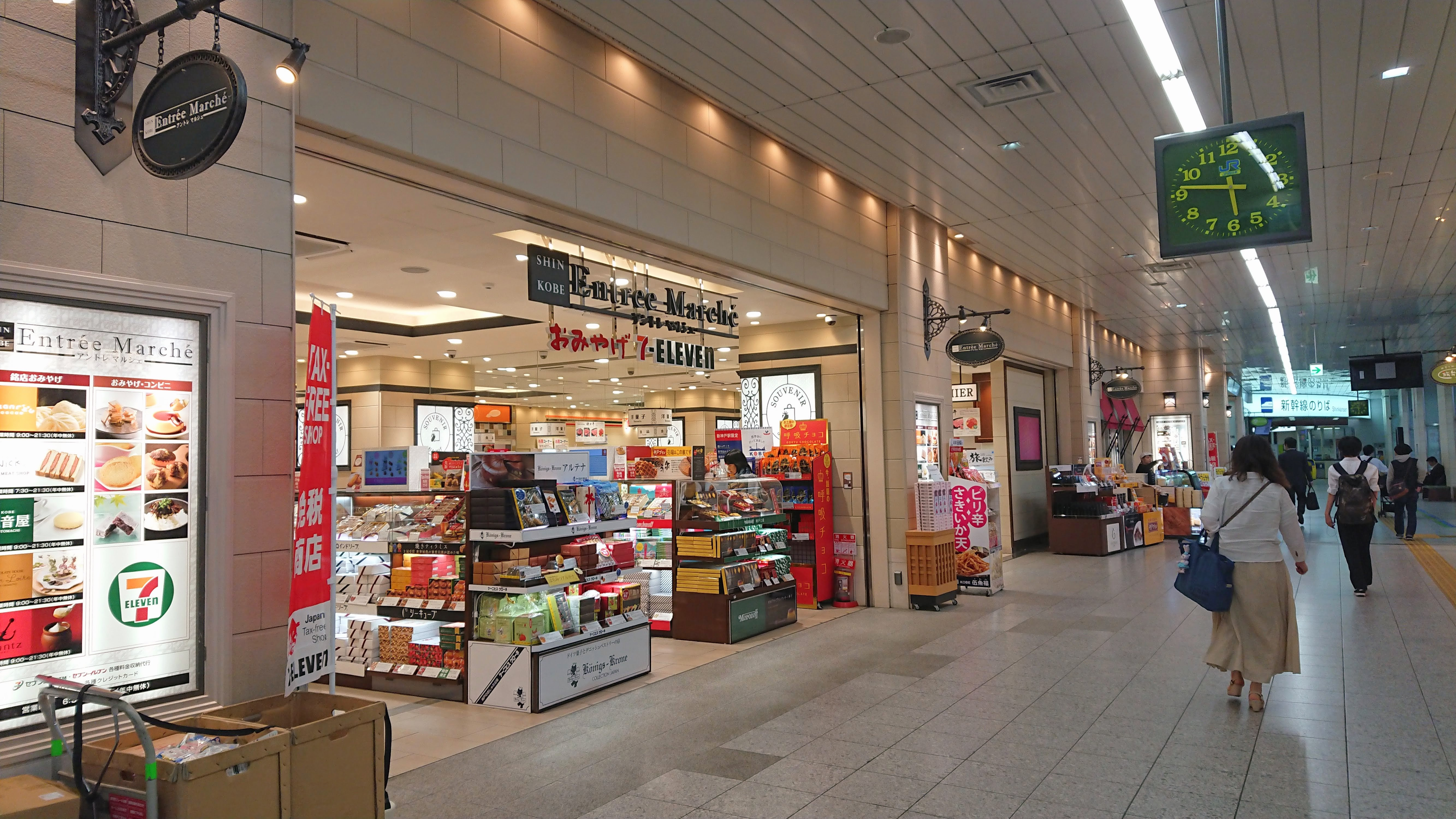
2016年11月22日にオープンした商業施設アントレマルシェ新神戸店

### 神戸市営地下鉄
地下3階にコンコース、改札口があり、地下4階に相対式ホーム1面1線と島式ホーム1面2線の計2面3線を有する地下駅。駅番号はS02。駅は新神戸オリエンタルシティの地下にあり、新幹線の駅と新神戸オリエンタルシティはペデストリアンデッキと連絡地下道で結ばれている。
2020年5月31日までは神戸市交通局と北神急行電鉄の共同使用駅（神戸市交通局の管轄駅）であったが、翌6月1日より神戸市交通局の単独駅となった。谷上駅発着の電車は2020年5月31日までは当駅で神戸市交通局と北神急行の乗務員が交代していたが、北神線の神戸市交通局移管後は、終点の谷上駅で接続する神戸電鉄が北神線の運行を受託しており、現在では当駅で神戸市交通局と神戸電鉄の乗務員が交代する。
改札口は神戸布引ロープウェイ方面と山陽新幹線方面の2か所に分かれている。
北神線は北神急行時代に神戸市営地下鉄とともにPiTaPaに加盟しており、両社局とも全国交通系ICカードの相互利用に対応していた。但し、2013年（平成25年）3月23日から2015年（平成27年）3月2日までは谷上方面へは全国交通系ICカードの相互利用の対象外で、神戸市営地下鉄での利用は可能であったが、2015年（平成27年）3月3日以降は谷上方面へもSuicaやPASMOなど、PiTaPa・ICOCA以外のカードで入場して利用できるように対応がなされた。
当駅のイメージテーマは「滝」。

#### のりば
| 番線 | 路線         | 行先                      | 備考            |
| ---- | ------------ | ------------------------- | --------------- |
| 1    | 北神線       | ■谷上方面                 |                 |
| 2・3 | 西神・山手線 | □三宮・名谷・西神中央方面 | 一部列車は1番線 |

谷上方面へ繋がっているのは1・2番線のみであるため、谷上始発の電車は2番線を使用する。当駅で折返す電車は原則として3番線から発車するが、朝ラッシュ時には1・2番線で折り返す西神中央方面行き列車もある。夜間滞泊の運用も設定されている。
谷上方面への折り返しが可能な配線となっているが、当駅で谷上方面に折り返す列車は定期列車では存在しない。
神戸市と阪急電鉄による西神・山手線と阪急神戸線との相互直通構想で、阪急神戸線王子公園駅から地下線を建設して、当駅で接続する案が検討されていた。
開業前の仮称は「布引」であり、開業前に神戸市が発行したパンフレットなどにその名称が見られた。
2022年からホームドアが運用を開始した。

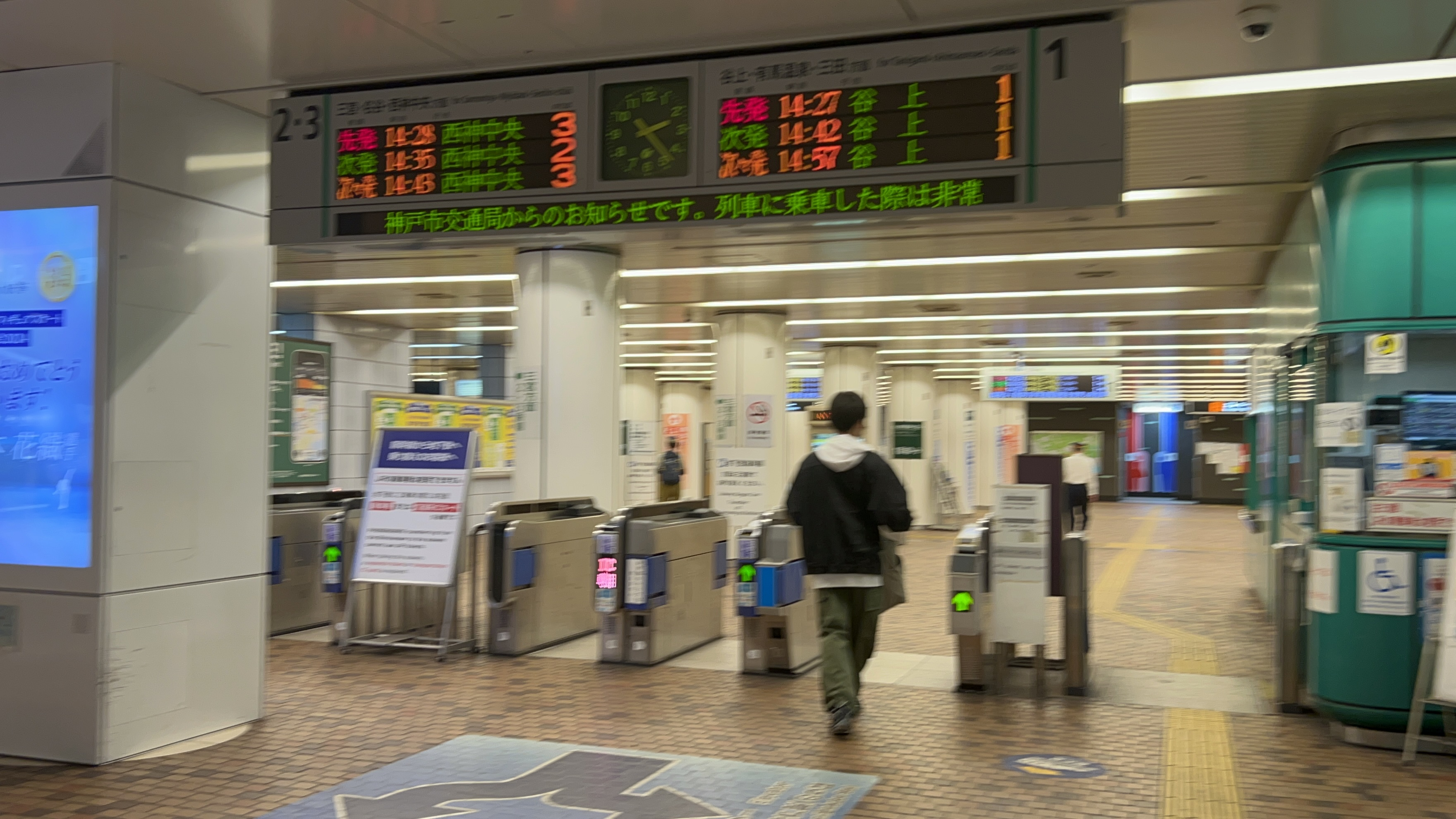
北改札口
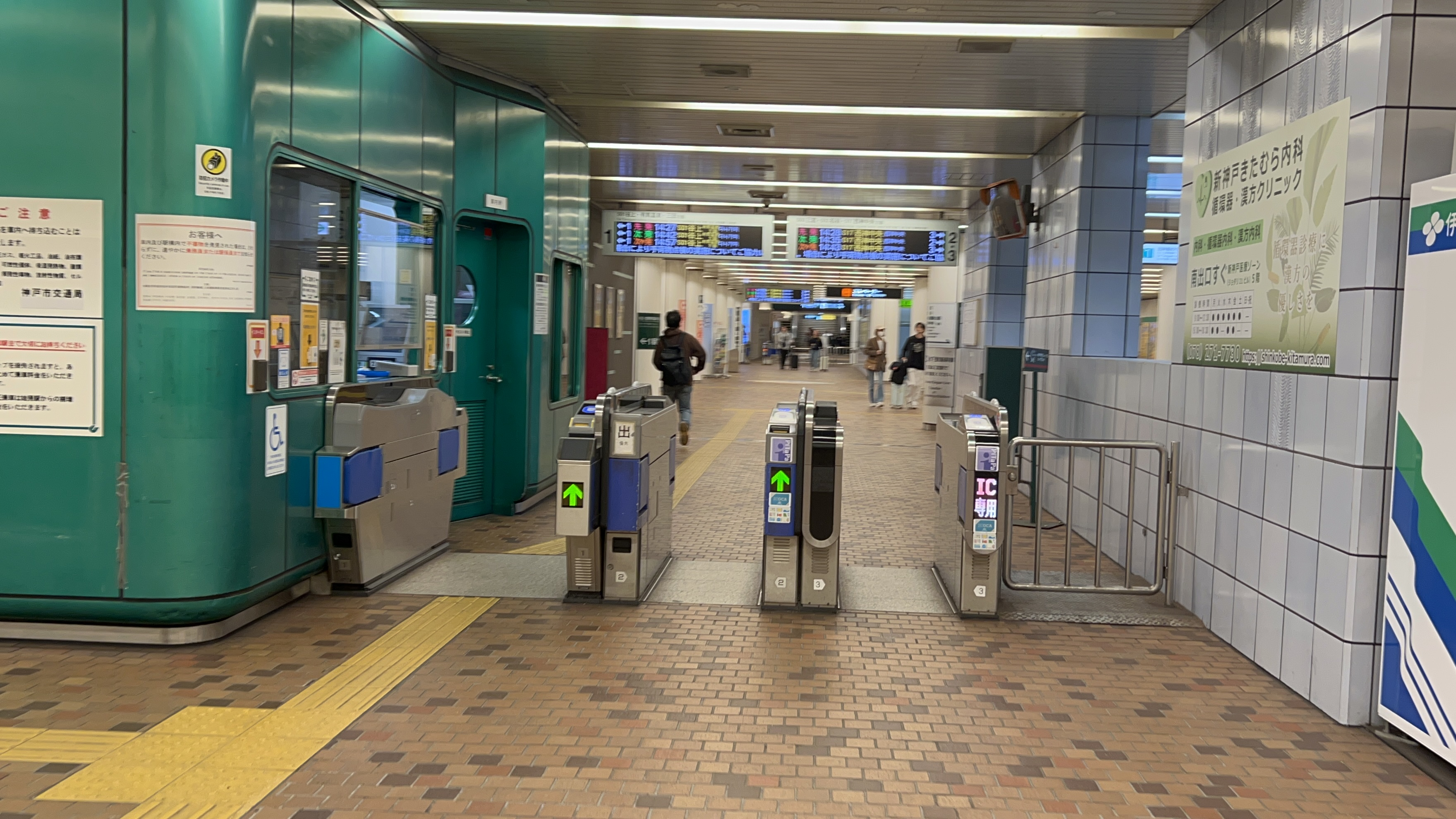
南改札口
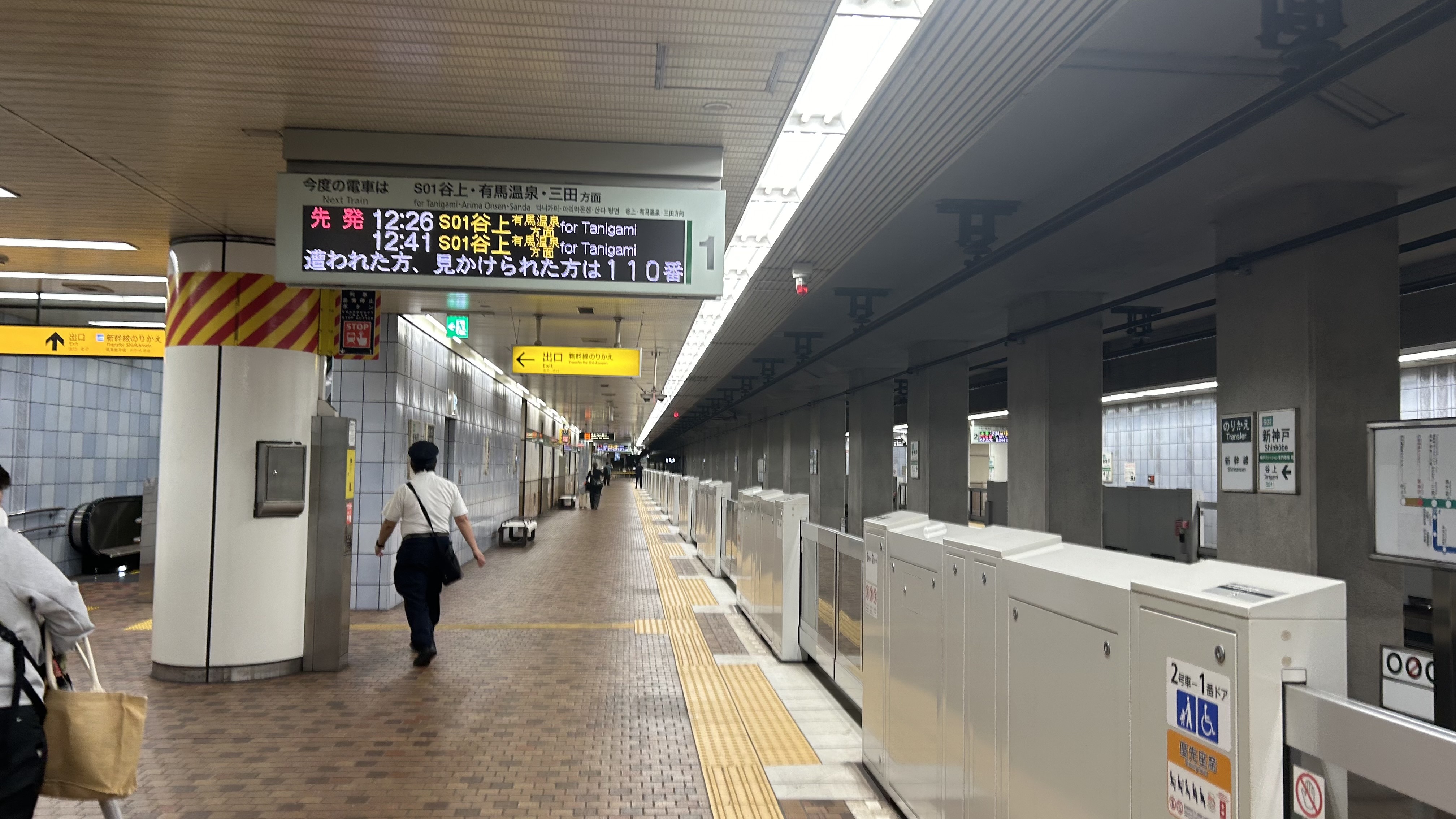
1番線ホーム
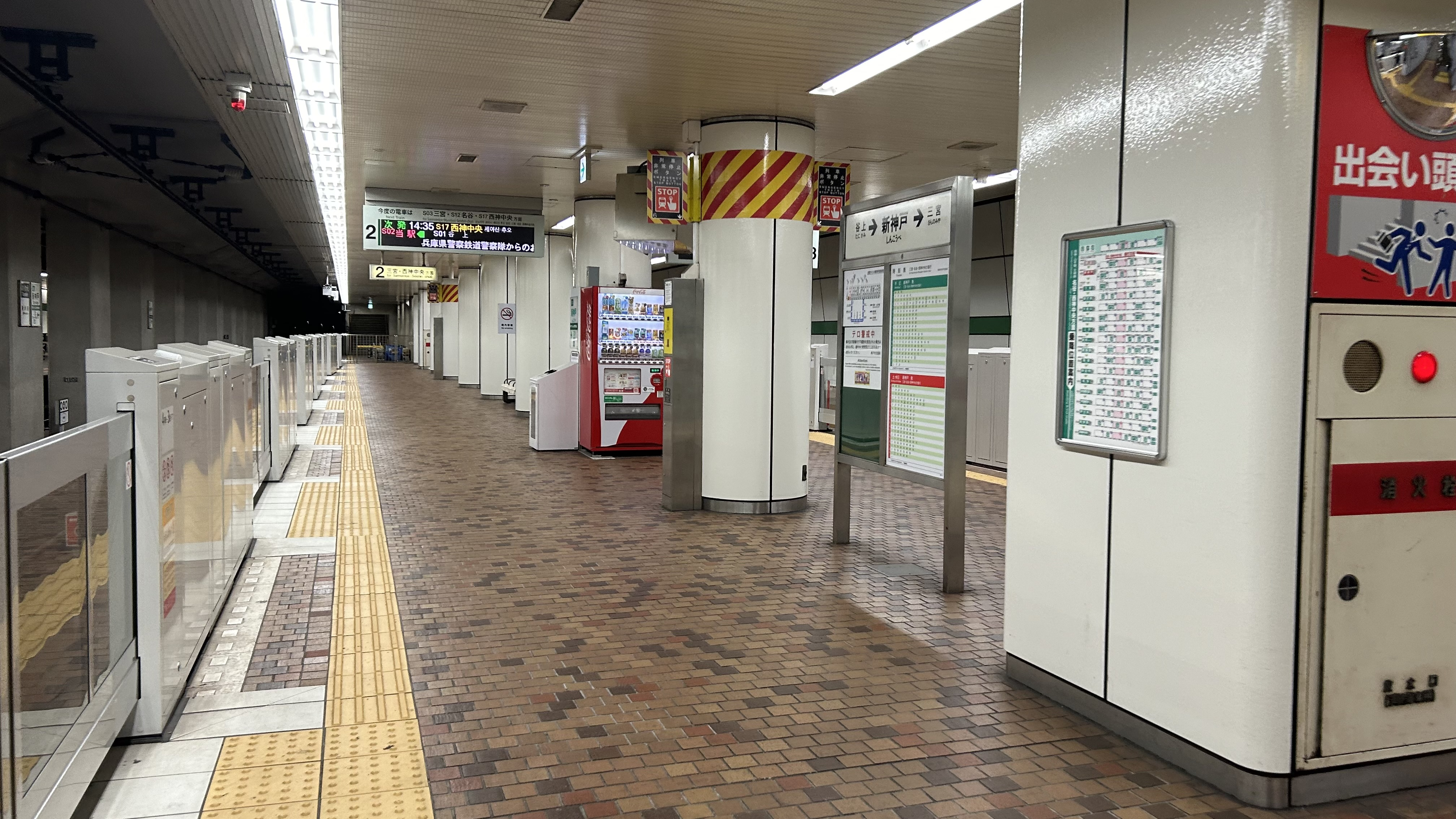
2・3番線ホーム

#### 出口
新幹線とは北出口1 神戸布引ロープウェイハーブ園山麓駅は南出口が最寄りである
| 出口番号 | 位置                                   | 接続改札 | 備考 |
| -------- | -------------------------------------- | -------- | ---- |
| 北出口1  | 北緯34度42分21.9秒 東経135度11分43.3秒 | 北改札口 |      |
| 北出口2  | 北緯34度42分20.0秒 東経135度11分46.5秒 | 北改札口 |      |
| 南出口   | 北緯34度42分15.3秒 東経135度11分45.3秒 | 南改札口 |      |

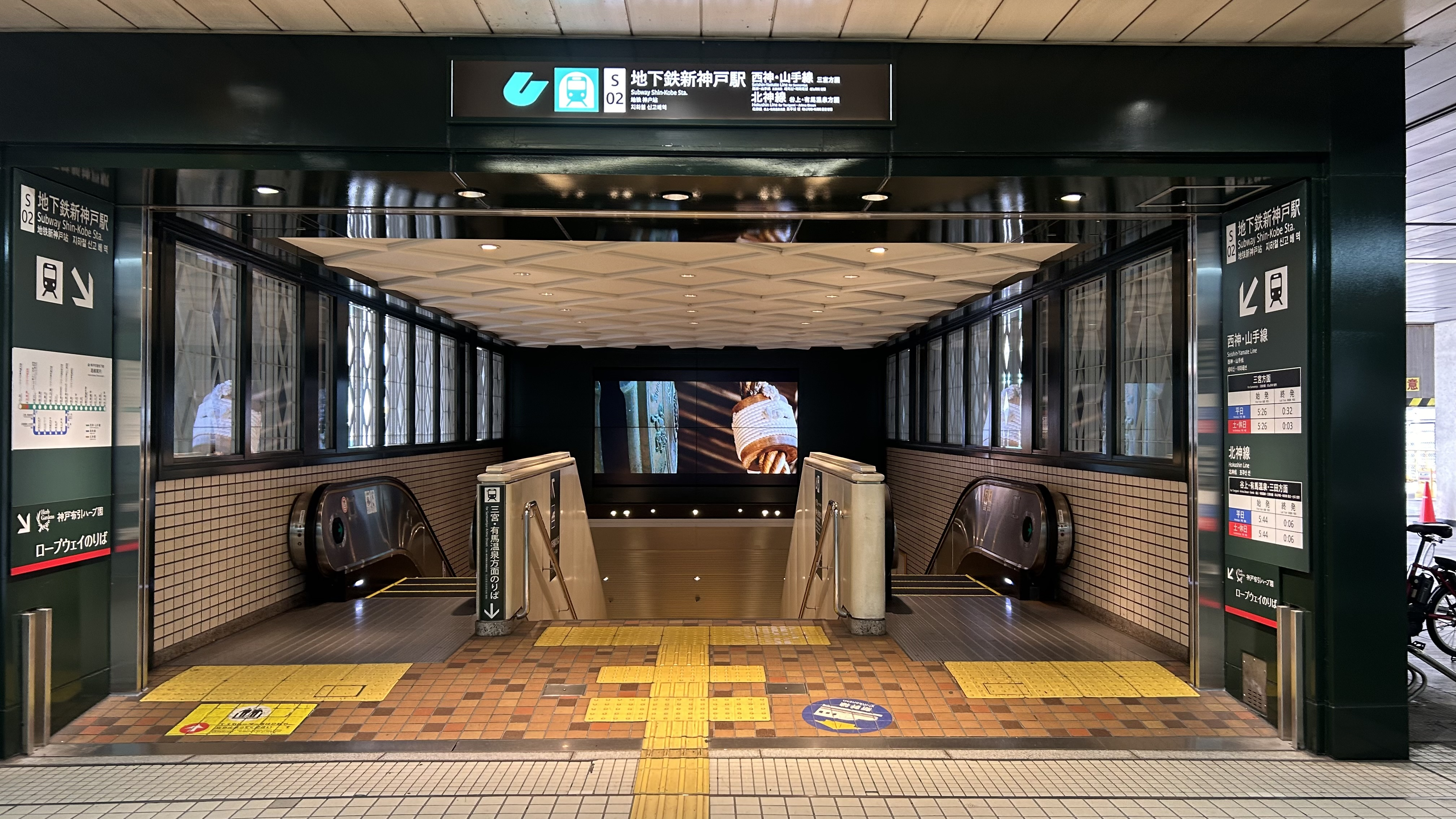
北出口1
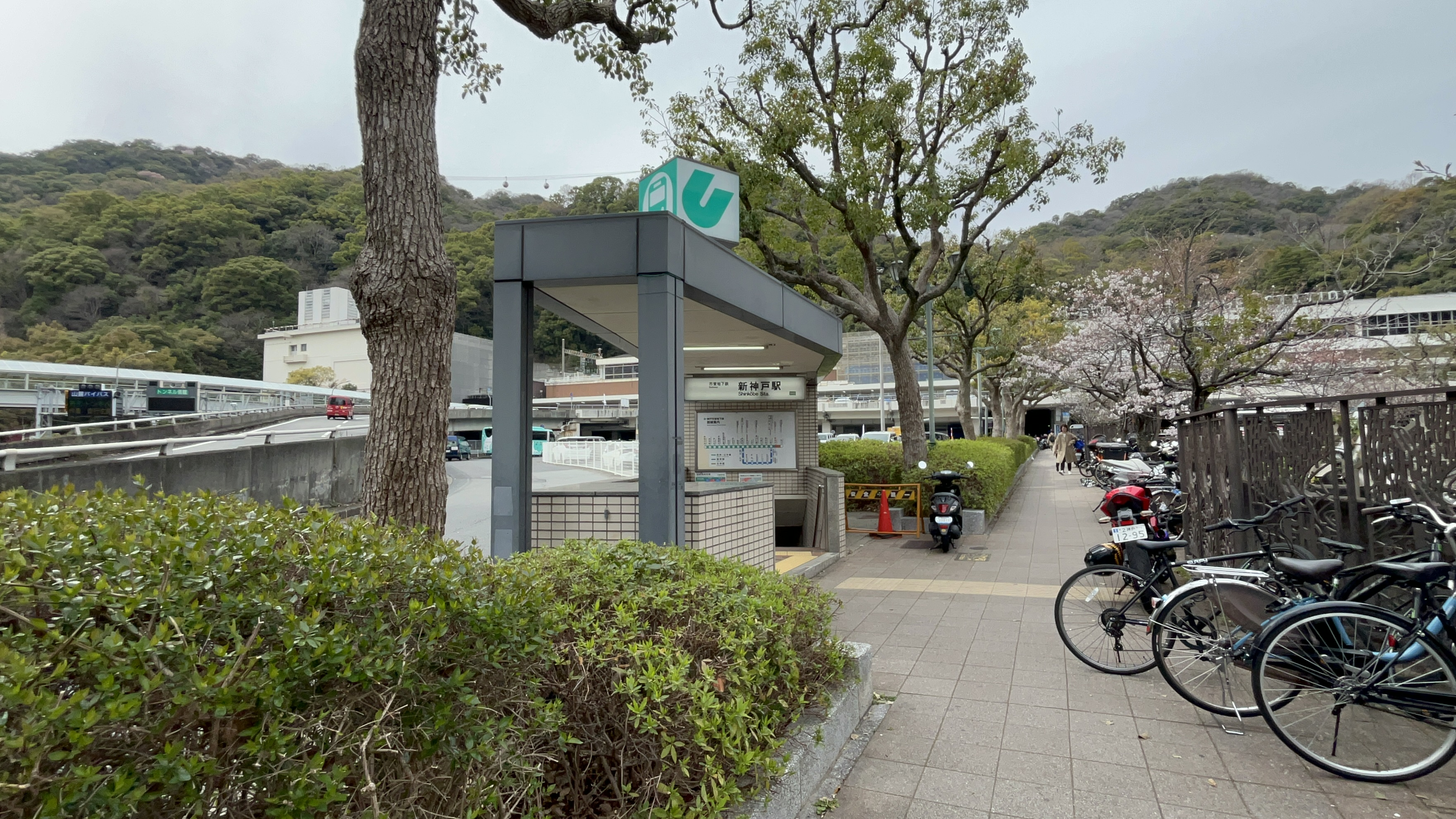
北出口2
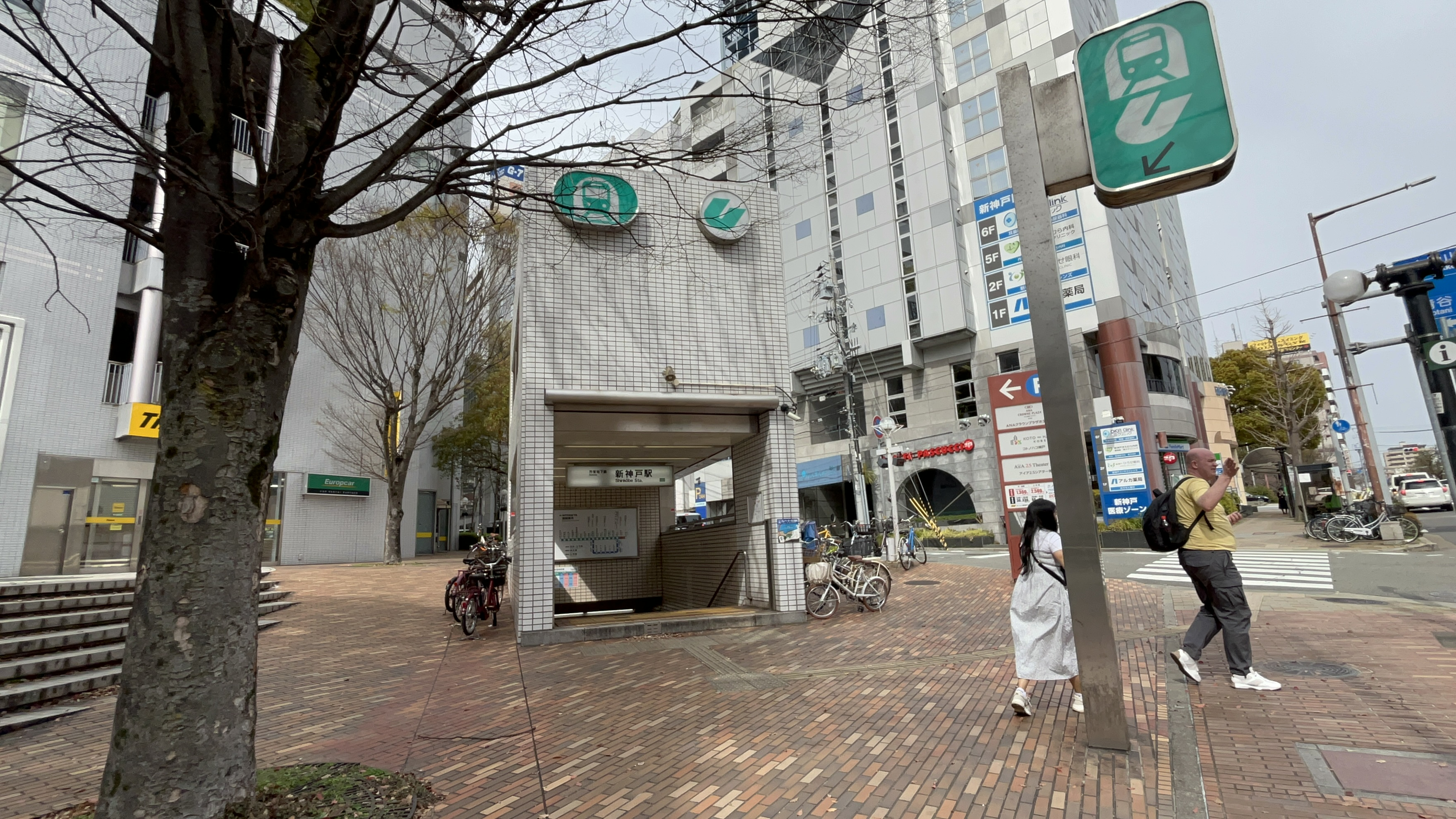
南出口

## ダイヤ
新幹線・地下鉄共に終日全営業列車が停車する。
新幹線下り（岡山・広島・博多・鹿児島中央方面）は、最速達タイプの「みずほ」が朝・夕に運行する。速達タイプの「さくら」「のぞみ」は合計毎時4本の運行で、うち1本は広島止まり。他に、各停タイプ中心の「ひかり」が毎時1本運行する。
新幹線上り（新大阪・東京方面）は、最速達タイプの「のぞみ」が毎時3本運行する。速達タイプの「ひかり」は毎時1本の運行。「みずほ」「さくら」「こだま」は全て新大阪止まりで、合計毎時2本ほど運行する。
地下鉄は、南行（西神中央方面）が毎時8本、北行（谷上方面）が毎時4本運行する。

## 駅弁
主な駅弁は下記の通り。
- JR貨物コンテナ弁当 明石の鯛めし編
- JR貨物コンテナ弁当 京都の鶏めし編
- あっちっち但馬牛すきやき弁当
- JR貨物コンテナ弁当 大阪の焼肉編
- JR貨物コンテナ弁当 神戸のすきやき編
- ハローキティ ひっぱりだこ飯
- 京阪神るるぶ弁当
- ひょうご日和
- 夢の超特急0系新幹線弁当
- 肉めし
- 神戸のすきやきとステーキ弁当
- ひっぱりだこ飯
- 米田茶店 かに寿し
- 柿の葉寿司
- 神戸食館
- 六甲山縦走弁当
- 日本の朝食弁当
- パンダくろしお弁当
- 神戸のあっちっちステーキ弁当
- 京都牛膳

## 利用状況
- JR西日本 - 「神戸市統計書[31]」「兵庫県統計書[32]」によると、2022年度の1日平均乗車人員は8,277人である。JR西日本の移動等円滑化取組報告書によれば、2023年度の1日当たりの利用者数は19,248人[20]。

- 神戸市交通局 - 神戸市統計書[31] によると、2022年度の1日平均乗車人員は40,833人（西神・山手線：24,734人／北神線：16,099人）である。
  - 前述の通り2020年6月より北神急行電鉄が「北神線」として市営化されたため、2020年度は前年度と比較し増加している[注釈 6]。

各年度の1日平均乗車人員は下表の通り。
| 年度               | JR西日本         | 神戸市交通局     |
| 年度               | 1日平均 乗車人員 | 1日平均 乗車人員 |
| ------------------ | ---------------- | ---------------- |
| 1995年（平成07年） | 5,576            | 27,506           |
| 1996年（平成08年） | 6,276            | 26,664           |
| 1997年（平成09年） | 6,219            | 25,425           |
| 1998年（平成10年） | 6,119            | 24,534           |
| 1999年（平成11年） | 5,934            | 23,164           |
| 2000年（平成12年） | 6,362            | 22,120           |
| 2001年（平成13年） | 6,332            | 20,735           |
| 2002年（平成14年） | 6,321            | 23,604           |
| 2003年（平成15年） | 6,349            | 21,934           |
| 2004年（平成16年） | 6,603            | 21,555           |
| 2005年（平成17年） | 6,975            | 21,810           |
| 2006年（平成18年） | 7,198            | 21,944           |
| 2007年（平成19年） | 7,541            | 22,400           |
| 2008年（平成20年） | 7,652            | 22,622           |
| 2009年（平成21年） | 7,187            | 23,306           |
| 2010年（平成22年） | 7,631            | 23,393           |
| 2011年（平成23年） | 8,002            | 23,560           |
| 2012年（平成24年） | 8,340            | 24,008           |
| 2013年（平成25年） | 8,627            | 22,515           |
| 2014年（平成26年） | 8,770            | 22,359           |
| 2015年（平成27年） | 9,186            | 22,751           |
| 2016年（平成28年） | 9,277            | 22,805           |
| 2017年（平成29年） | 9,674            | 23,304           |
| 2018年（平成30年） | 9,964            | 23,238           |
| 2019年（令和元年） | 9,573            | 22,822           |
| 2020年（令和02年） | 4,074            | 29,568           |
| 2021年（令和03年） | 5,392            | 34,578           |
| 2022年（令和04年） | 8,277            | 40,833           |

## 駅周辺

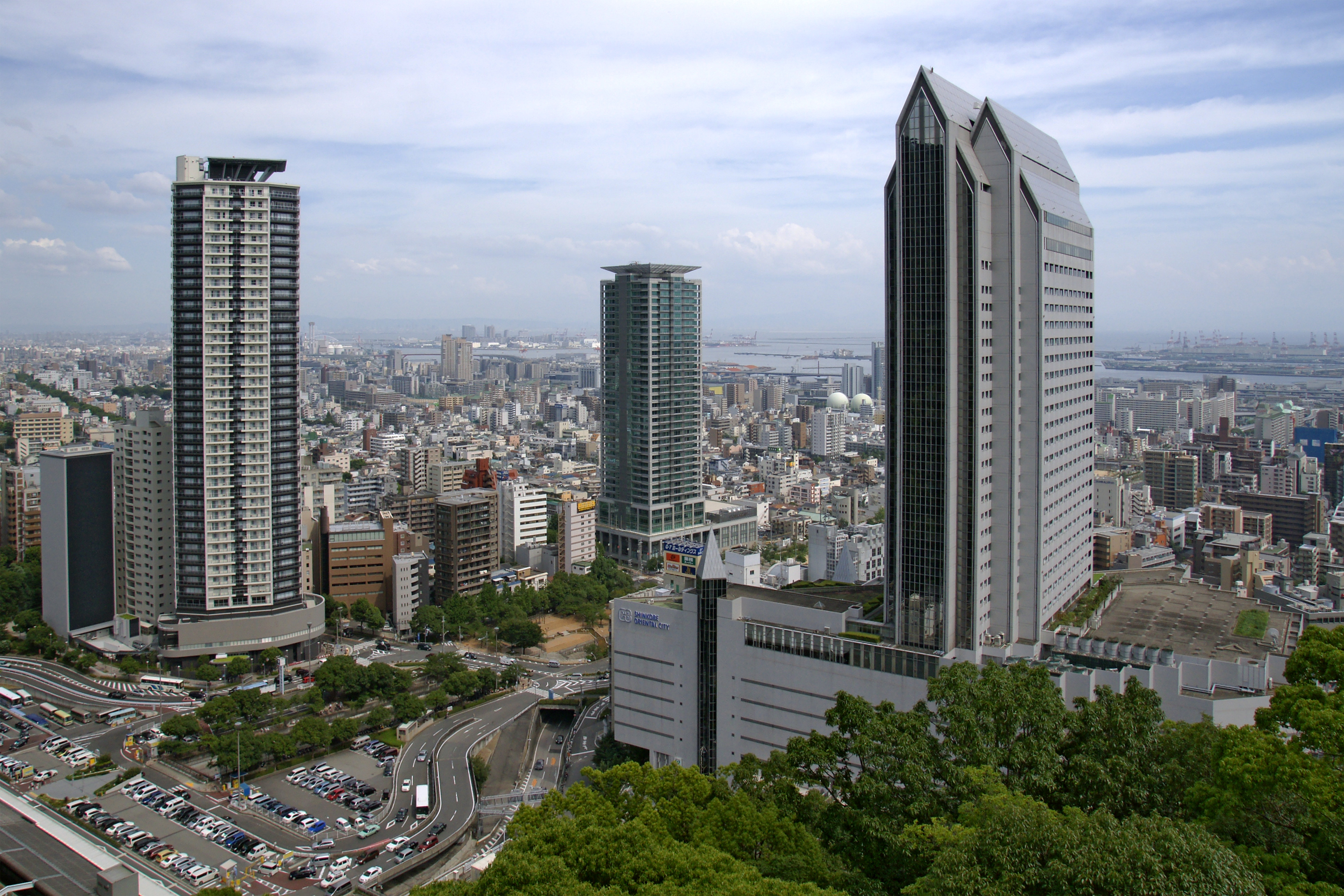
神戸芸術センター（中央）、新神戸オリエンタルシティ（右）

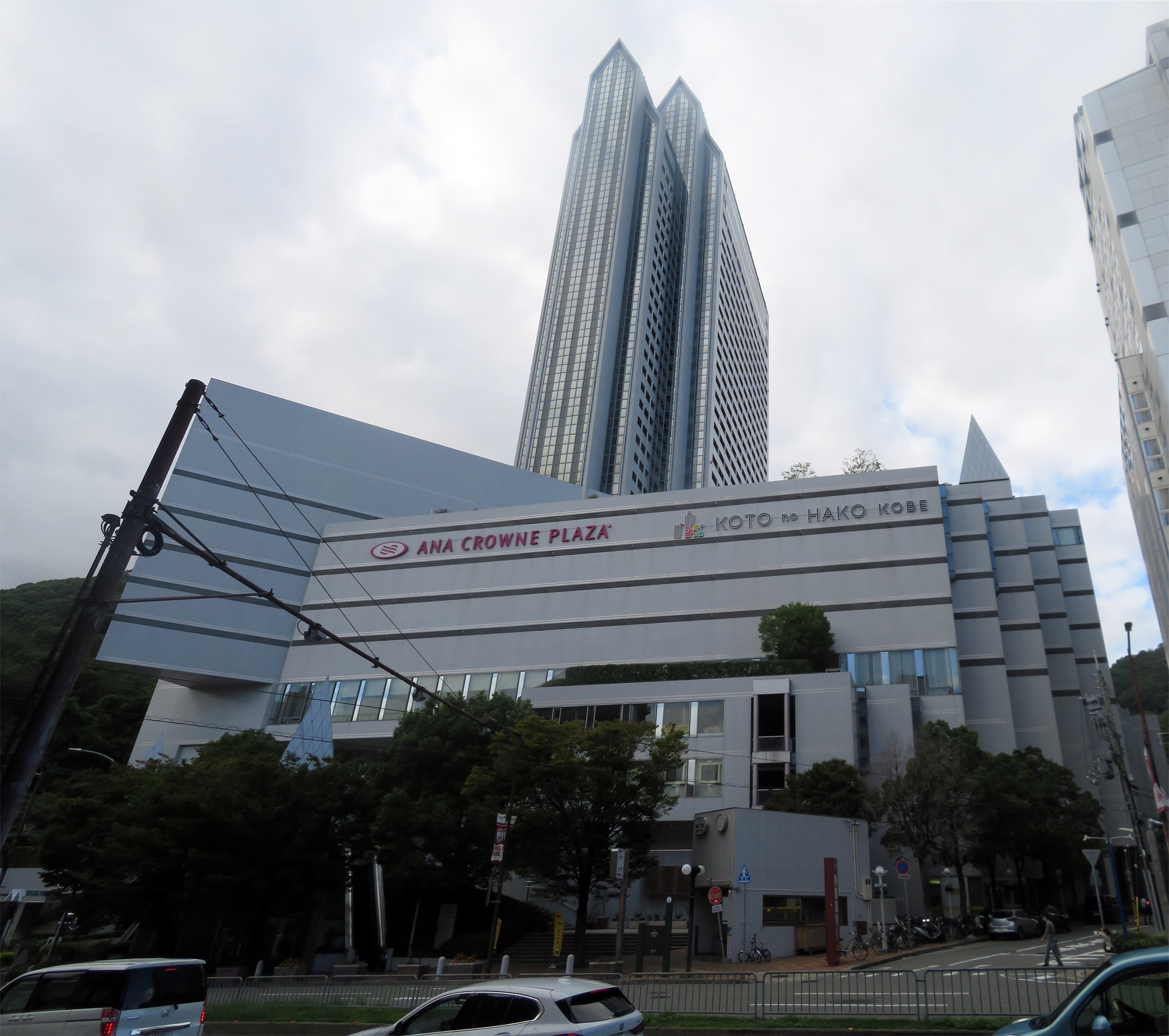
新神戸オリエンタルシティ
（地下鉄新神戸駅はこの地下に位置する）

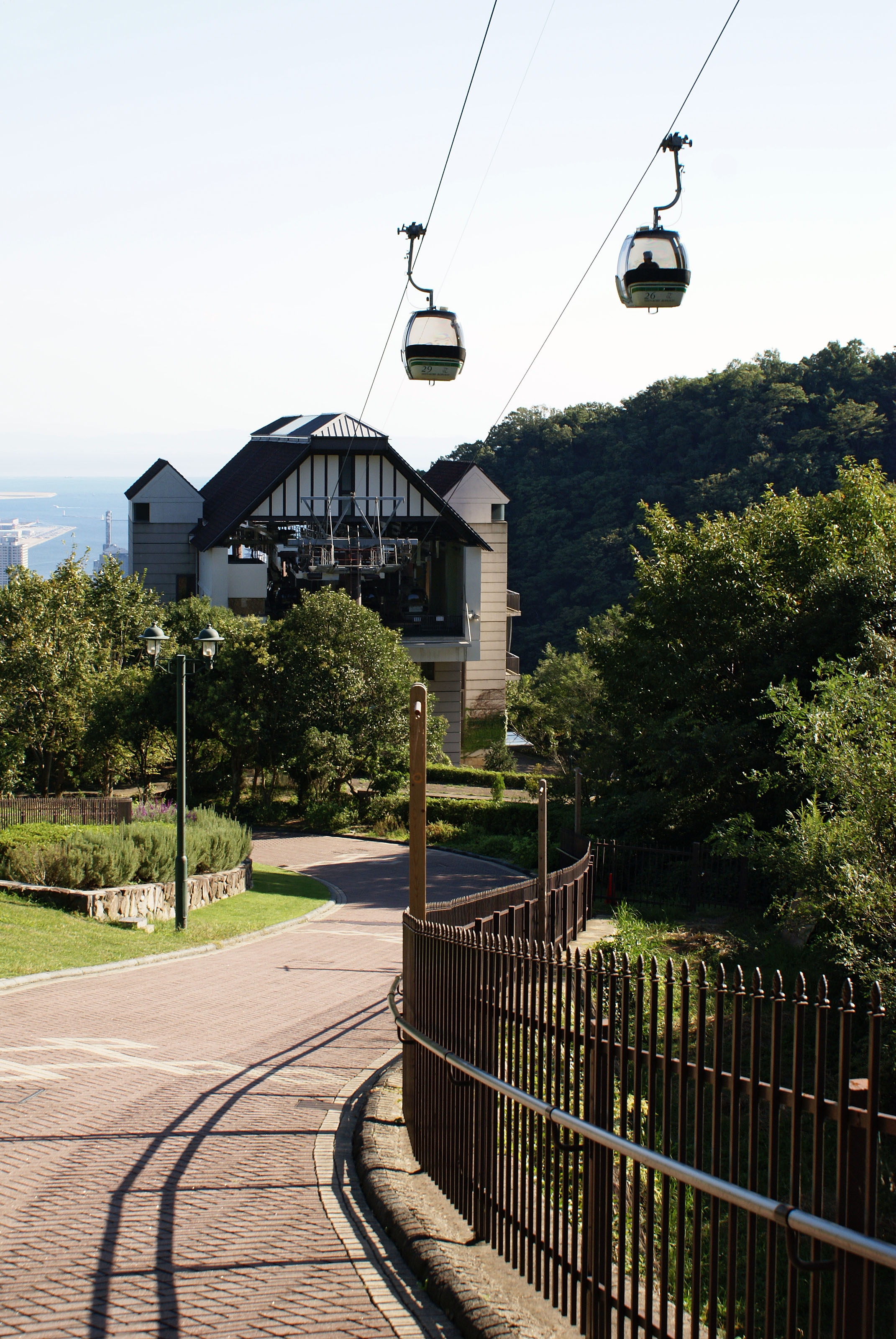
神戸布引ロープウェイ

駅南側は神戸市街地の北端にあたる。フラワーロードが三宮と結び、生田川が新幹線駅直下から南へ流れる。駅北側には六甲山が迫る。三ノ宮駅までは徒歩15～20分である。
駅南側
- タクシー乗り場（駅2階東 西側から普通・UD TAXI（JPN TAXI）専用[注釈 7]・予約車専用）
- 新神戸オリエンタルシティ（地下鉄駅直結）
  - ANAクラウンプラザホテル神戸（旧：新神戸オリエンタルホテル）
  - コトノハコ神戸（旧：新神戸オリエンタルアベニュー）
  - AiiA 2.5Theater kobe（旧：新神戸オリエンタル劇場）
- 神戸布引ロープウェイハーブ園山麓駅
- 北野町山本通（異人館通り）周辺
  - うろこ美術館
  - 神戸北野美術館
  - ハンター坂
  - パールストリート
  - 北野遊歩道
  - 神戸外国倶楽部
  - 港みはらし台
  - 神戸北野天満神社
  - ジャイナ教寺院
  - 神戸モスク（神戸回教寺院）
  - 関西ユダヤ教会
  - 神戸バプテスト教会
- 旧神戸ユニオン教会（現・フロインドリーブ本店）
- 神戸芸術センター
- 神戸熊内郵便局

駅北側
- 布引公園
- 布引の滝（日本の滝百選）
- 滝山城 (摂津国)
- 神戸市立布引ハーブ園
- 布引五本松ダム
- 雷声寺
- 徳光院
- 熊内八幡神社
- 城山展望公園
- 神戸第一高等学校

## バス路線

### 新神戸駅
| のりば                         | 運行事業者                                    | 系統・行先                                                                                      | 備考                              |
| ------------------------------ | --------------------------------------------- | ----------------------------------------------------------------------------------------------- | --------------------------------- |
| 新幹線駅2階正面                | 神姫バス                                      | シティー・ループ：ハーバーランド方面循環                                                        |                                   |
| 新幹線駅1階正面 （西側）       | 神姫バス                                      | ポートループ（連節バス）：ハーバーランド 神戸空港線：神戸空港 6系統：三宮駅前                   |                                   |
| 新幹線駅1階正面 （西側）       | 神戸市バス                                    | 18系統：JR六甲道 / 三宮駅前                                                                     | 一部の便のみ停車                  |
| 新幹線駅1階正面 （西側）       | みなと観光バス                                | 21系統：神戸国際大学 211・22系統：桜森町バスセンター 22系統：ハーバーランド（モザイク前）       |                                   |
| 新幹線駅1階正面 （西側）       | MK観光バス ポート                             | ホテル無料送迎バス：ポートピアホテル                                                            |                                   |
| 新幹線駅1階正面 （西側）       | ポート                                        | ホテル無料送迎バス：メリケンパークオリエンタルホテル                                            | 土曜・休日のみ停車                |
| 新幹線駅1階正面 （東側JRバス） | 西日本JRバス 本四海峡バス                     | 大磯号：東浦・津名港                                                                            | 300号台を除き停車                 |
| 新幹線駅1階正面 （東側JRバス） | 西日本JRバス 本四海峡バス 神姫バス            | かけはし号・かけはし洲本温泉号・かけはしニジゲンノモリ神戸号・ハーバーライナー ：洲本・洲本温泉 |                                   |
| 新幹線駅1階正面 （東側JRバス） | 本四海峡バス                                  | くにうみライナー：陸の港西淡                                                                    |                                   |
| 新幹線駅1階正面 （東側JRバス） | 西日本JRバス 本四海峡バス JR四国バス          | 阿波エクスプレス神戸号：徳島駅 / 神戸空港                                                       |                                   |
| 新幹線駅1階正面 （東側JRバス） | 西日本JRバス JR四国バス 神姫バス 四国高速バス | 高松エクスプレス神戸号：琴平駅                                                                  |                                   |
| 新幹線駅1階正面 （東側JRバス） | 西日本JRバス                                  | 有馬エクスプレス神戸号：有馬温泉                                                                |                                   |
| 新神戸トンネル入口前           | 神戸市バス                                    | 急行64系統：神戸北町                                                                            |                                   |
| 新神戸トンネル入口前           | 神姫バス                                      | 特急38系統：つつじが丘北口 / 関西記念墓園 / 三田駅 西脇急行線：社（車庫前） / 西脇市役所        | 乗車のみ（降車は新幹線駅1階正面） |
| 新神戸トンネル入口前           | 神姫バス                                      | 6系統：有馬温泉                                                                                 |                                   |
| 新神戸トンネル出口前           | 神戸市バス                                    | 急行64系統：三宮駅前                                                                            |                                   |

### 布引
| のりば                            | 運行事業者 | 系統・行先                                        | 備考 |
| --------------------------------- | ---------- | ------------------------------------------------- | ---- |
| 東側東行き （尼崎信用金庫前）     | 神戸市バス | 92系統：石屋川車庫                                |      |
| 東側西行き （神戸芸術センター前） | 神戸市バス | 92系統：三宮神社                                  |      |
| 西側東行き （ファミリーマート前） | 神戸市バス | 2系統：阪急六甲 18系統：JR六甲道                  |      |
| 西側西行き （吉野家前）           | 神戸市バス | 2系統：三宮神社 / 磯上公園 18系統：地下鉄三宮駅前 |      |

### 新神戸ANAクラウンプラザホテル前
| のりば                   | 運行事業者                 | 系統・行先                             | 備考 |
| ------------------------ | -------------------------- | -------------------------------------- | ---- |
| 正面玄関前4Fエントランス | 徳島バス 神姫バス 山陽バス | 神戸 - 徳島線：徳島駅                  |      |
| 正面玄関前4Fエントランス | 四国交通                   | しこくさぶろうエディ号：井川（四交前） |      |

## 隣の駅
西日本旅客鉄道（JR西日本）
 山陽新幹線
新大阪駅 - 新神戸駅 - 西明石駅
神戸市営地下鉄
 西神・山手線・ 北神線
谷上駅 (北神線 S01) - 新神戸駅 (S02) - 三宮駅 (西神・山手線 S03)
- （）内は駅番号を示す。